# Saint-Germain-des-Grois

Saint-Germain-des-Grois este o comună în departamentul Orne, Franța. În 2009 avea o populație de 228 de locuitori.